# 1141 en santé et médecine
| Années de la santé et de la médecine : 1138 - 1139 - 1140 - 1141 - 1142 - 1143 - 1144    |
| Décennies de la santé et de la médecine : 1110 - 1120 - 1130 - 1140 - 1150 - 1160 - 1170 |

Cet article présente les faits marquants de l'année 1141 en santé et médecine.

## Fondations
- Fondation de la léproserie de la Madeleine, à Rennes, en Bretagne[1].
- Fondation à Venise en Italie de l'hôpital S. Clemente par Pietro Gatellessi sur la rive du canal Orfano (it)[2].
- Année supposée de la fondation d'une maladrerie par Aliénor d'Aquitaine au port de l'Hôpiteau, à Geay, sur la Charente[3].
- Année possible de la fondation de la léproserie Saint-Barthélemy de Douvres, dans le comté de Kent, au Sud-Est de l'Angleterre, « par un propriétaire terrien, pour deux de ses frères et pour les chanoines lépreux du prieuré augustin voisin[4] ».

## Personnalités
- Fl. Baudouin, médecin, qui cède sa maison de Nogent-le-Rotrou à l'abbaye de la Sainte-Trinité de Tiron, dans le Perche[5].
- Fl. Dultianus, médecin du roi de France Louis VII, « rangé, probablement à tort, parmi les médecins montpelliérains[6] ».
- 1108-1141 : fl. Salomon, médecin, probablement d'origine juive et, selon Chéreau dans le Dictionnaire de Dechambre, au service de Philippe Ier, roi de France[6],[7].
- 1141-1149 : fl. Arnaud, médecin, cité dans une charte de l'abbaye Saint-Étienne de Baignes en Saintonge[5].

## Décès
- 17 juillet : Adalbert II de Sarrebruck (né à une date inconnue), successeur de son oncle Adalbert Ier au siège métropolitain de Mayence et à propos duquel son biographe, Anselme de Havelberg, en évoquant ses études de médecine dans sa Vita Adalberti II, livre « le premier témoignage connu sur l'existence d'une école de médecine à Montpellier[8],[5],[9] ».
- Vers 1141 : Juda Halevi (né vers 1075), rabbin, philosophe, médecin et poète saragossain[10],[11].